# Мора-де-Эбро
Мора-де-Эбро (исп. Mora de Ebro, баск. Mora d'Ebre, кат. Móra d'Ebre) — город, муниципалитет и столица района (комарки) Рибера-д'Эбре в Испании, провинции Таррагона автономного сообщества Каталонии, на правом берегу реки Эбро, между городами Аско (исп. Ascó) и Бенисанет (исп. Benisanet), в местности под названием «ведро» Мора. Занимает площадь 45,1 км². Население — 5795 человек (на 2010 год).
В настоящее время Мора-де-Эбро процветает и растет как центр услуг, промышленности и дорожного строительства. Местная экономика основана на торговле и сфере услуг. Есть также вспомогательная промышленность и производство мехов. Менее заметную роль играет сельское хозяйство.

## История
Основание города Мора-де-Эбро документально датируется 6000 лет назад, что относится к эпохе неолита, в частности, к культуре ямных погребений, описанной доктором Бош Гимпера (исп. Bosch Gimpera).
Город Мора-де-Эбро был заложен в своё время рядом с зоной погребения, обнаруженной во время строительства моста. Найденные при этом останки свидетельствовали о присутствии в регионе пиренейской культуры.
Влияние римской культуры на развитие города до сих пор можно лицезреть в руинах римской виллы Emportells, расположенной недалеко от реки на тропинке Нориас (исп. Norias), где проходит граница между муниципалитетом Мора-де-Эбро и городком Бенисанет.
Присутствие арабов в этих краях также оставило сильный отпечаток на этой местности. Видно, как развивалось сельскохозяйственное производство, керамическое ремесло, как построены водяные мельницы и т. п.
Сегодня Мора-де-Эбро процветает и растет как центр услуг, промышленности и строительства дорог.

## Детские сады и школы
В городе Мора-де-Эбро работают два детских садика и две начальные школы (до 6 класса) — одна публичная, «Santa Teresa» и вторая частная (concertado), под названием «Julio Antonio», названная так в честь знаменитого каталонского скульптора, уроженца Мора-де-Эбро.
Кроме того, в городе есть профессиональные школы (механика, коммерческие агенты, курс PQPI и другие), которые находятся в Образовательном центре Джерони де Моронгас (исп. Jeroni de Moragas).

## Культура
На мосту Мора-де-Эбро много лет проводятся многочисленные культурные и спортивные организации и мероприятия. Здесь работает муниципальная библиотека, мостовой театр, школа музыки и танца. Здесь вы найдете парк Аубадера, арены для корриды, высеченные в скале, церковь Саграда де Корасон (iglesia del Sagrado Corazón). Средневековые замки Монтагут (la casa Montagut) и Нойя (la casa Nolla). В 6 км от моста находится известный старинный замок Миравет (исп. Мiravet).
Культурная жизнь не заканчивается за пределами города. Наоборот, там можно обнаружить различные сельские «зеленые маршруты», романскую часовню Санта-Магдалена-де-Дальт (исп. Santa Magdalena de Dalt), замок тамплиеров (исп. Orden del Templo).

## Праздники и развлечения
День города (La Fiesta Mayor) в Мора-де-Эбро проводится в последние выходные августа, но в течение года проходят многочисленные события и мероприятия, характерные для столицы:
- la Mora Morisca средневековая ярмарка (во второй половине июля);
- la Feria del Libro y el Autor Ebrenc книжная и театральная ярмарка (в июне);
- la Muestra de Teatro Amateur спектакли местного театра;
- Cazafir ярмарка, посвященная охоте (в первых числах сентября);
- la Feria de Navidad  рождественские гулянья и рождественский базар (с 20 декабря по 6 января).

## Население
| Год  | Численность | Численность   |
| ---- | ----------- | ------------- |
| 1717 | 489         | [ 4 ]         |
| 1857 | 3836        | [ 4 ]         |
| 1860 | 3757        | [ 4 ]         |
| 1877 | 3816        | [ 4 ]         |
| 1887 | 3841        | [ 4 ]         |
| 1900 | 4065        | [ 4 ]         |
| 1910 | 3728        | [ 4 ]         |
| 1920 | 3940        | [ 4 ]         |
| 1930 | 3530        | [ 4 ]         |
| 1936 | 3706        | [ 4 ]         |
| 1940 | 3059        | [ 4 ]         |
| 1945 | 3443        | [ 4 ]         |
| 1950 | 3367        | [ 4 ]         |
| 1955 | 3614        | [ 4 ]         |
| 1960 | 3756        | [ 4 ]         |
| 1965 | 3908        | [ 4 ]         |
| 1970 | 3638        | [ 4 ]         |
| 1975 | 3855        | [ 4 ]         |
| 1981 | 4320        | [ 4 ]         |
| 1986 | 4250        | [ 4 ]         |
| 1991 | 4487        | [ 4 ]         |
| 2001 | 4788        | [ 5 ]         |
| 2002 | 4776        | [ 6 ]         |
| 2004 | 4960        | [ 7 ]         |
| 2005 | 5012        | [ 8 ]         |
| 2006 | 5098        | [ 9 ]         |
| 2007 | 5232        | [ 10 ]        |
| 2008 | 5500        | [ 11 ]        |
| 2009 | 5695        | [ 12 ]        |
| 2010 | 5795        | [ 13 ]        |
| 2011 | 5699        | [ 14 ]        |
| 2012 | 5704        | [ 15 ]        |
| 2013 | 5608        | [ 16 ]        |
| 2014 | 5578        | [ 17 ]        |
| 2015 | 5477        | [ 18 ]        |
| 2016 | 5574        | [ 19 ]        |
| 2017 | 5625        | [ 20 ]        |
| 2018 | 5642        | [ 21 ] [ 22 ] |
| 2019 | 5690        | [ 23 ]        |
| 2020 | 5695        | [ 24 ]        |
| 2021 | 5585        | [ 25 ]        |
| 2022 | 5585        | [ 26 ]        |
| 2023 | 5649        | [ 27 ]        |
| 2024 | 5726        | [ 3 ]         |